# César Bravo Gil
César Bravo Gil es un jugador de baloncesto profesional de nacionalidad española. Nació en la ciudad de Barcelona el 14 de mayo de 1981. Mide 2,00 metros y ocupa la posición de alero. 

## Historia
Se formó como jugador de baloncesto en las categorías inferiores del FC Barcelona, donde durante varias temporadas estuvo alternando el equipo vinculado de la EBA con el de ACB. Durante su etapa como barcelonista consiguió los títulos más importantes que adornan su palmarés: un campeonato de la liga ACB, una Copa del Rey y un campeonato de la Euroliga, todos ellos logrados durante la temporada 2002-03, formando parte de la plantilla del primer equipo.
En la temporada 2003-04 al no disponer de minutos para crecer como jugador el FC Barcelona lo cede al Leche Río Breogán también de la ACB, con el que disputa la segunda vuelta de la temporada consiguiendo el objetivo del equipo.
En la temporada 2004-2005 ficha por otro equipo ACB, el Ricoh Manresa, donde disputa 24 partidos algunos de ellos como titular.
La temporada siguiente decide fichar por el Club Baloncesto Ciudad de Huelva de la liga LEB donde permanece dos temporadas. A mitad de la primera de ellas sufre una fractura en el tendón de Aquiles y en la segunda vuelve a las pistas después de una buena recuperación y acabando la temporada acariciando el ascenso a la ACB cayendo en la final con un gran Manresa.
En la temporada 2007-08 decide firmar por un conjunto de una categoría inferior y ficha por el Qalat Cajasol de la LEB de Plata en busca de más protagonismo. Su buen hacer en el equipo andaluz le sirvió durante la pretemporada 2008-09 para firmar un contrato de prueba por un mes con el Cáceres 2016 Basket de LEB Oro, que prorrogó dos meses más a su vencimiento por lo que inició la temporada como miembro de la plantilla del conjunto extremeño que abandonaría tras la disputa de la octava jornada de la temporada regular ya que el Cáceres 2016 decidió no renovarle su contrato temporal. Esa misma temporada ficha por el CB Cornellá de LEB Plata, club al que ayudó a la consecución del ascenso a la LEB Oro.
La temporada 2009/10 inicia la temporada con el CB Cornellá en LEB Oro desarrollando una buena temporada la cual se ve truncada por una lesión de rodilla.
En agosto de 2010 se confirmó su fichaje por el CB Prat Joventut de LEB Plata llevando al club a su primer playoff de su historia en la categoría.
La temporada 2011/12 ficha en el conjunto del Menorca Basquet en Leb Oro

## Trayectoria profesional
- Categorías inferiores del Grup Barna y del FC Barcelona
- 1999-00 EBA. FC Barcelona
- 2000-01 EBA y ACB (4 partidos). FC Barcelona
- 2001-02 EBA y ACB (2 partidos). FC Barcelona
- 2002-03 EBA y ACB (22 partidos). FC Barcelona
- 2003-04 ACB. FC Barcelona (1 partido) 
  - 2003-04 ACB. Leche Rio Breogán (12 partidos)
- 2004-05 ACB. Ricoh Manresa (24 partidos)
- 2005-07 LEB. Club Baloncesto Ciudad de Huelva
- 2007-2008 LEB Plata. Qalat Cajasol
- 2008: LEB Oro. Cáceres 2016 Basket Y LEB Plata WTC Almeda Park Cornellà
- 2009: LEB Oro. WTC Almeda Park Cornellà
- 2010/11: LEB Plata. CB Prat Joventut.
- 2011/12: LEB Oro. Menorca Bàsquet

## Palmarés
- 1996-97 Campeón de España Cadete con el FC Barcelona.
- 1997-98 Campeón de España Júnior con el FC Barcelona.
- 1998-99 Campeón de España Junior con el FC Barcelona.
- 2002-03 Campeón de la liga ACB con el FC Barcelona.
- 2002-03 Campeón de la Copa del Rey con el FC Barcelona.
- 2002-03 Campeón de la Euroliga con el FC Barcelona.
- 2009-2010 Campeón de Final a 4 de ascenso a la LEB Oro disputada en Fuenlabrada con el CB Cornellá.